# Громадська спілка
Громадська спілка — вид організаційно-правової форми в Україні, громадське об'єднання, засновниками якого є юридичні особи приватного права, а членами (учасниками) можуть бути юридичні особи приватного права та фізичні особи.
Це одна з організаційно-правових форм громадських об'єднань.
Громадська спілка може здійснювати діяльність зі статусом юридичної особи або без такого статусу. Громадська спілка зі статусом юридичної особи є непідприємницьким товариством, основною метою якого не є одержання прибутку.

## Засновники
Засновниками громадської спілки можуть бути юридичні особи приватного права, у тому числі громадські об'єднання зі статусом юридичної особи. Засновниками громадської спілки не можуть бути політичні партії, а також юридичні особи, щодо яких прийнято рішення щодо їх припинення або які перебувають у процесі припинення.
Кількість засновників громадського об'єднання не може бути меншою, ніж дві особи.
Засновниками громадської спілки не можуть бути юридичні особи приватного права, єдиним засновником яких є одна і та сама особа.
Засновником громадської спілки не може бути юридична особа приватного права, якщо засновник (власник істотної участі) цієї юридичної особи внесений до переліку осіб, пов'язаних зі здійсненням терористичної діяльності, або щодо яких застосовано міжнародні санкції.
Засновником громадської організації не може бути особа, яку визнано судом недієздатною.
Повноваження засновника громадського об'єднання закінчуються після прийняття рішення про реєстрацію або прийняття повідомлення про утворення громадського об'єднання..

## Учасники
Членами (учасниками) громадської спілки можуть бути юридичні особи приватного права, у тому числі громадські об'єднання зі статусом юридичної особи, фізичні особи, які досягли 18 років та не визнані судом недієздатними.